# Steffen Justus
Steffen Justus (Jena, 15 april 1982) is een triatleet uit Duitsland. Hij nam namens zijn vaderland deel aan de Olympische Spelen in Londen. Daar eindigde hij op de 16de plaats in de eindrangschikking met een tijd van 1:49.12. Zijn vader Klaus-Peter was een midden-langeafstandsloper en vertegenwoordigde de DDR bij de Olympische Spelen in München.

## Palmares

### triatlon
- 2013: 25e WK olympische afstand - 1069 p
- 2015: 29e WK olympische afstand - 1247 p
- 2016: 22e WK olympische afstand - 984 p

- Gemeinsame Normdatei: 1210949652
- Virtual International Authority File: 5038159109730606900001